# Initiative populaire « tendant à l'institution de l'initiative législative »
L'initiative populaire « tendant à l'institution de l'initiative législative » est une initiative populaire fédérale suisse, rejetée par le peuple et les cantons le 22 octobre 1961.

## Contenu
L'initiative propose d'ajouter un article 93bis à la Constitution fédérale afin de créer, au niveau fédéral, l'initiative législative qui peut être demandée par 50 000 citoyens ou par huit cantons.
Le texte complet de l'initiative peut être consulté sur le site de la Chancellerie fédérale.

## Déroulement

### Contexte historique
Le concept d'initiative législative, ignoré lors de la rédaction de la Constitution de 1848, fait progressivement son apparition sur le plan cantonal : celle-ci est en effet introduite successivement en Argovie en 1852, à Bâle-Campagne en 1863, puis à Zurich, Soleure et Thurgovie en 1869. Lors de la révision constitutionnelle fédérale de 1874, une proposition est faite pour introduction également ce droit au niveau fédéral, mais sans succès.
Par la suite, de nombreuses tentatives échouent systématiquement : une motion déposée au Conseil national est classée en 1893, une initiative cantonale présentée par Zurich et Soleure est rejetée par l'Assemblée fédérale ne 1904, deux nouvelles motions sont classées en 1947 et 1932. Enfin, un postulat déposé en 1950 fait l'objet d'une étude du Conseil fédéral concluant que, si cette innovation présente des avantages théoriques, elle comprend également des inconvénients pratiques empêchant le gouvernement de recommander l'instituiton de ce nouveau droit populaire ; ce point de vue est partage par les Chambres fédérales.
Lors du lancement de cette initiative, le Parti socialiste suisse avance comme argument, outre l'extension des droits civiques, le fait que cette possibilité éviterait de « polluer » la Constitution avec des dispositions ressortissant de fait à la législation.

### Récolte des signatures et dépôt de l'initiative
La récolte des 50 000 signatures a débuté au mois de novembre 1958, la date exacte n'a pas été conservée. L'initiative a été déposée le 22 décembre de la même année à la chancellerie fédérale qui l'a déclarée valide le 22 janvier 1959.

### Discussions et recommandations des autorités
Le parlement et le Conseil fédéral recommandent le rejet de cette initiative. Dans son rapport aux chambres fédérales, le gouvernement reprend la plupart des critiques formulées dans son rapport de 1952 en y ajoutant quelques points d'ordre organisationnels, tels que la multiplication des votations ou l'impossibilité, selon le texte proposé au vote, de proposer une initiative législative en termes généraux.

### Votation
Soumise à la votation le 22 octobre 1961, l'initiative est refusée par la totalité des 19 6/2 cantons et par 70,6 % des suffrages exprimés. Le tableau ci-dessous détaille les résultats par cantons :

## Effets
Après l'échec de cette initiative, une nouvelle tentative de promouvoir l'initiative législative au niveau fédéral est réalisée via deux initiatives parlementaires présentées par Franz Jaeger et Markus Ruf en 1986, mais toujours sans succès : les deux textes sont refusés par l'Assemblée fédérale.
Ce n'est finalement qu'en 2003 que le peuple adopte une modification de la Constitution autorisant l'« initiative populaire générale » qui permet une proposition législative par le peuple, mais uniquement formulée en terme généraux ; cette possibilité, jamais utilisée, sera toutefois supprimée en votation populaire le 27 septembre 2009. En parallèle, deux nouvelles initiatives parlementaires, présentées respectivement par les députés Andreas Gross et Andy Tschümperlin, proposent à nouveau d'instaurer ce droit au niveau fédéral.